# Oberhone
Oberhone ist ein Stadtteil von Eschwege im nordhessischen Werra-Meißner-Kreis.

## Geographie
Das Straßendorf Oberhone liegt im Eschweger Becken am rechten Ufer der Wehre, ca. 3,5 km westlich der Stadtverwaltung von Eschwege. In neuerer zeit erfolgte die Siedlungsentwicklung im Norden Richtung Niederhone. Das Gebiet des Stadtteils besteht aus der Gemarkung Oberhone etwa mittig des Stadtgebiets mit einer Fläche von 448 Hektar, davon sind ein Hektar Wald. In der Gemarkung liegen die folgenden aktuellen bzw. historischen Siedlungsplätze:
- Gehöftgruppe „Im Berke“[4]
- Stegmühle[5]

Die Ortslage befindet sich auf 163 bis 185 m ü. NHN und der höchste Punkt der Gemarkung ist der Heiligenstock mit 233, etwa 760 m südöstlich des südlichen Ortsrandes gelegen. An den Stadtteil Oberhone grenzen, von Norden beginnend, im Uhrzeigersinn, der Stadtteil Eschwege-Niederhone, im Osten die Kernstadt Eschwege, im Süden Wehretal-Reichensachsen und im Westen Eschwege-Niddawitzhausen und Eltmannshausen.
Durch den Ort führen die Landesstraße 3403 und die Kreisstraße 34. Im Westen führt die Bundesstraße 27 am Ort vorbei. Daneben liegt die Bahnstrecke Bebra–Göttingen, mit einer im Dezember 2009 wiedereröffneten Stichstrecke zum Stadtbahnhof Eschwege. Diese Bahnstrecke hat ortsnah von Oberhone auch einen Haltepunkt in Niederhone.

## Geschichte

### Ortsgeschichte
Die älteste bekannte Erwähnung unter dem Ortsnamen superiori Honede, erfolgte im Jahr 1260 in einer klösterlichen Urkunde. Damit konnte erstmals Oberhome von Nierhohne unterschieden werden. Der Ortsname Honide wurde bereits 876 erwähnt. Generell ist ein Siedlungszusammenhang mit dem nördlich gelegenen Niederhone naheliegend und besitzgeschichtlich nachvollziehbar. Ausgrabungen zeigen, dass eine Besiedlung bereits in der Eisenzeit stattfand.
Der Ort steht nachweislich seit dem 13. Jahrhundert unter der Herrschaft der Grafen von Bilstein, die Schenkungen und Lehensvergabungen an Kloster Germerode vornehmen. Im Jahr 1301 besaßen die Söhne des Ritters Bruno von Weberstedt bilsteinische Lehen in Oberhone. 1308 bekundet Heinrich von Bilstein, dass er vom Abt von Fulda vier Hufen in Oberhone als Lehen besitzt. Noch 1592 waren fuldische Lehen belegt. Ab dem Jahr 1348 sind dann hessisches Lehen in Oberhone belegt. Ab 1585 ist die landgräfliche Herrschaft unstrittig.
Bezüglich der Grundherrschaft und Grundbesitz sind die folgenden Ereignisse belegt:
- 1260 erhält das Kloster Germerode von Widekind von Bilstein eine Hufe zu Oberhone. In der Folge wurde der Besitz des Klosters ausgebaut.
- 1421 hat das St. Augustinuskloster in Eschwege Zinseinnahmen aus Oberhone.
- Das Germeröder Propsteigut erstreckte sich über die Ober- und Niederhoner Flur. Mit der Reformation fiel der Besitz an die Landgrafschaft.

Im Jahr 1787 war ein Schulhaus in Oberhone vorhanden. Das 1870 und 1906 neu errichtet. Im Jahr 1910 gab es eine zweiklassiche Volksschule und 1956 erfolge ein Neubau der Volksschule.
Schon seit Ende 1971 war die Stadt Eschwege bestrebt, das wirtschaftlich gesunde Oberhone als Stadtteil anzugliedern, doch beharrte das Dorf auf seiner Selbstständigkeit. Dies führte dazu, dass zum 1. Januar 1974 im Zuge der Gebietsreform in Hessen die bis dahin selbständige Gemeinde kraft Landesgesetz in die Kreisstadt Eschwege eingegliedert wurde. Für Oberhone wurde, wie für die anderen eingemeindeten ehemals eigenständigen Gemeinden von Eschwege, ein Ortsbezirk eingerichtet.

### Gerichte
Die Gerichtsbarkeit über Oberhone wurde im Mittelalter durch das Gericht Bilstein auf der Burg Bilstein bei Eschwege ausgeübt. Sie kamen 1301 durch Kauf zur Landgrafschaft Hessen und wurden als landesherrliches Gericht weiter geführt (Amt Eschwege, Gericht Bilstein.) Von 1627 bis 1632 gehörte es zur landgräflichen Nebenlinie von Hessen-Rotenburg.
Die weitere Zuständigkeit entwickelte sich wie folgt:
- 1801–1813: Friedensgericht Aue im Königreich Westphalen[Anm. 1]
- 1814–1821: Amt Eschwege Gericht Bilstein
- 1822: Fürstlich Rotenburgisches Justizamt Bilstein (Sitz in Abterode) erste Instanz, zweite Instanz Justizkanzlei Rotenburg
- 1834: Justizamt Abterode (Abtrennung der Justiz) erste Instanz, zweite Instanz Obergericht für die Provinz Niederhessen
- 1837: Justizamt Eschwege erste Instanz, zweite Instanz Obergericht für die Provinz Niederhessen
- 1867: Amtsgericht Eschwege (nach der Annexion durch Preußen), zweite Instanz Kreisgericht Kassel
- 1879: Amtsgericht Eschwege erste Instanz (durch das Reichsjustizgesetze), zweite Instanz Landgericht Kassel

### Verwaltungsgeschichte im Überblick
Die folgende Liste zeigt die Staaten und Verwaltungseinheiten, denen Oberhone angehört(e):
- 15. Jahrhundert: Heiliges Römisches Reich, Landgrafschaft Hessen, Amt/Gericht Bilstein
- ab 1585: Heiliges Römisches Reich, Landgrafschaft Hessen-Kassel, Amt Eschwege, Gerichtsstuhl Abterode
  - 1627–1834: Landgrafschaft Hessen-Rotenburg (sogenannte Rotenburger Quart), teilsouveränes Fürstentum unter reichsrechtlicher Oberhoheit der Landgrafschaft Hessen-Kassel bzw. des Kurfürstentums Hessen
- 1787: Heiliges Römisches Reich, Landgrafschaft Hessen-Kassel, Amt Eschwege, Gericht Bilstein
- 1803–1806: Heiliges Römisches Reich, Kurfürstentum Hessen, Amt Eschwege, Gericht Bilstein
- 1807–1813: Königreich Westphalen, Departement der Werra, Distrikt Eschwege, Kanton Aue
- 1814–1821: Kurfürstentum Hessen, Amt Eschwege, Gericht Bilstein
- ab 1821/22: Kurfürstentum Hessen, Provinz Niederhessen, Kreis Eschwege[10][Anm. 3]
- ab 1848: Kurfürstentum Hessen, Bezirk Eschwege
- ab 1851: Kurfürstentum Hessen, Provinz Niederhessen, Kreis Eschwege
- ab 1867: Königreich Preußen,[Anm. 4] Provinz Hessen-Nassau, Regierungsbezirk Kassel, Landkreis Eschwege
- ab 1871: Deutsches Reich, Königreich Preußen, Provinz Hessen-Nassau, Regierungsbezirk Kassel, Kreis Eschwege
- ab 1918: Deutsches Reich, Freistaat Preußen,[Anm. 5] Provinz Hessen-Nassau, Regierungsbezirk Kassel, Kreis Eschwege
- ab 1944: Deutsches Reich, Freistaat Preußen, Provinz Kurhessen, Landkreis Eschwege
- ab 1945: Deutsches Reich, Amerikanische Besatzungszone,[Anm. 6] Groß-Hessen, Regierungsbezirk Kassel, Landkreis Eschwege
- ab 1946: Deutsches Reich, Amerikanische Besatzungszone, Land Hessen, Regierungsbezirk Kassel, Landkreis Eschwege
- ab 1949: Bundesrepublik Deutschland, Land Hessen, Regierungsbezirk Kassel, Landkreis Eschwege
- ab 1974: Bundesrepublik Deutschland, Land Hessen, Regierungsbezirk Kassel, Werra-Meißner-Kreis, Stadt Eschwege

## Bevölkerung

### Einwohnerstruktur 2011
Nach den Erhebungen des Zensus 2011 lebten am Stichtag dem 9. Mai 2011 in Oberhone 942 Einwohner. Darunter waren 3 (0,3 %) Ausländer. Nach dem Lebensalter waren 165 Einwohner unter 18 Jahren, 348 waren zwischen 18 und 49, 201 zwischen 50 und 64 und 231 Einwohner waren älter. Die Einwohner lebten in 411 Haushalten. Davon waren 114 Singlehaushalte, 120 Paare ohne Kinder und 135Paare mit Kindern, sowie 36 Alleinerziehende und 6 Wohngemeinschaften. In 108 Haushalten lebten ausschließlich Senioren und in 246 Haushaltungen lebten keine Senioren.

### Einwohnerentwicklung
| Quelle: Historisches Ortslexikon | |
| • 1585:                          | 60 Haushaltungen |
| • 1747:                          | 75 Haushaltungen |
| • 1787:                          | Gewerbetreibende: 13 Zimmermänner, 10 Weibspersonen die taglohnen und spinnen, 8 Leinweber, 4 Schneider, 4 Maurer, 3 Tagelöhner, 2 Wirte, 2 Weißbinder, 2 Schäfer, ein Müller, ein Schmied, ein Schreiner. |
| • 1835:                          | 83 Wohnhäuser mit 538 evangelischen Einwohnern |

| Oberhone: Einwohnerzahlen von 1834 bis 2024 | Oberhone: Einwohnerzahlen von 1834 bis 2024 | Oberhone: Einwohnerzahlen von 1834 bis 2024 | Oberhone: Einwohnerzahlen von 1834 bis 2024 | Oberhone: Einwohnerzahlen von 1834 bis 2024 |
| --- | ------------------------------------------- | ------------------------------------------- | ------------------------------------------- | ------------------------------------------- |
| Jahr |                                             |                                             |                                             | Einwohner                                   |
| 1834 | 1834                                        |                                             | 485                                         | 485                                         |
| 1840 | 1840                                        |                                             | 516                                         | 516                                         |
| 1846 | 1846                                        |                                             | 490                                         | 490                                         |
| 1852 | 1852                                        |                                             | 413                                         | 413                                         |
| 1858 | 1858                                        |                                             | 402                                         | 402                                         |
| 1864 | 1864                                        |                                             | 413                                         | 413                                         |
| 1871 | 1871                                        |                                             | 475                                         | 475                                         |
| 1875 | 1875                                        |                                             | 455                                         | 455                                         |
| 1885 | 1885                                        |                                             | 498                                         | 498                                         |
| 1895 | 1895                                        |                                             | 543                                         | 543                                         |
| 1905 | 1905                                        |                                             | 638                                         | 638                                         |
| 1910 | 1910                                        |                                             | 630                                         | 630                                         |
| 1925 | 1925                                        |                                             | 670                                         | 670                                         |
| 1939 | 1939                                        |                                             | 693                                         | 693                                         |
| 1946 | 1946                                        |                                             | 965                                         | 965                                         |
| 1950 | 1950                                        |                                             | 963                                         | 963                                         |
| 1956 | 1956                                        |                                             | 868                                         | 868                                         |
| 1961 | 1961                                        |                                             | 963                                         | 963                                         |
| 1967 | 1967                                        |                                             | 1.023                                       | 1.023                                       |
| 1970 | 1970                                        |                                             | 1.064                                       | 1.064                                       |
| 1972 | 1972                                        |                                             | 1.088                                       | 1.088                                       |
| 1980 | 1980                                        |                                             | ?                                           | ?                                           |
| 1990 | 1990                                        |                                             | ?                                           | ?                                           |
| 2000 | 2000                                        |                                             | ?                                           | ?                                           |
| 2011 | 2011                                        |                                             | 942                                         | 942                                         |
| 2024 | 2024                                        |                                             | 834                                         | 834                                         |
| Datenquelle: Historisches Gemeindeverzeichnis für Hessen: Die Bevölkerung der Gemeinden 1834 bis 1967. Wiesbaden: Hessisches Statistisches Landesamt, 1968. Weitere Quellen: LAGIS:; Stadt Eschwege; Zensus 2011 |                                             |                                             |                                             |                                             |

### Historische Religionszugehörigkeit
| Quelle: Historisches Ortslexikon | |
| • 1865:                          | 478 evangelische (= 95,89 %), 17 katholische (= 3,41 %), 3 anderes christliche-konfessionelle (= 0,60 %) Einwohner |
| • 1961:                          | 810 evangelische (= 84,11 %), 148 katholische (= 15,37 %) Einwohner                                                |

## Religion
Kirchengebäude
Eine Kirche wurde im Jahr 1501 erwähnt. 1721/37 erfolgte der Umbau zu einer Saalkirche-
Bekenntniswechsel
Die Einführung der Reformation erfolgte vermutlich um 1527.

## Politik
Für Oberhone besteht ein Ortsbezirk (Gebiete der ehemaligen Gemeinde Oberhone) mit Ortsbeirat und Ortsvorsteher nach der Hessischen Gemeindeordnung.
Der Ortsbeirat besteht aus sieben Mitgliedern. Bei den Kommunalwahlen in Hessen 2021 betrug die Wahlbeteiligung zum Ortsbeirat 61,56 %. Alle Kandidaten gehörten der „Bürgerlist Oberhone“ an. Der Ortsbeirat wählte Ralf Müller zum Ortsvorsteher.

## Sehenswürdigkeiten und Kultur
Kirche und Anger

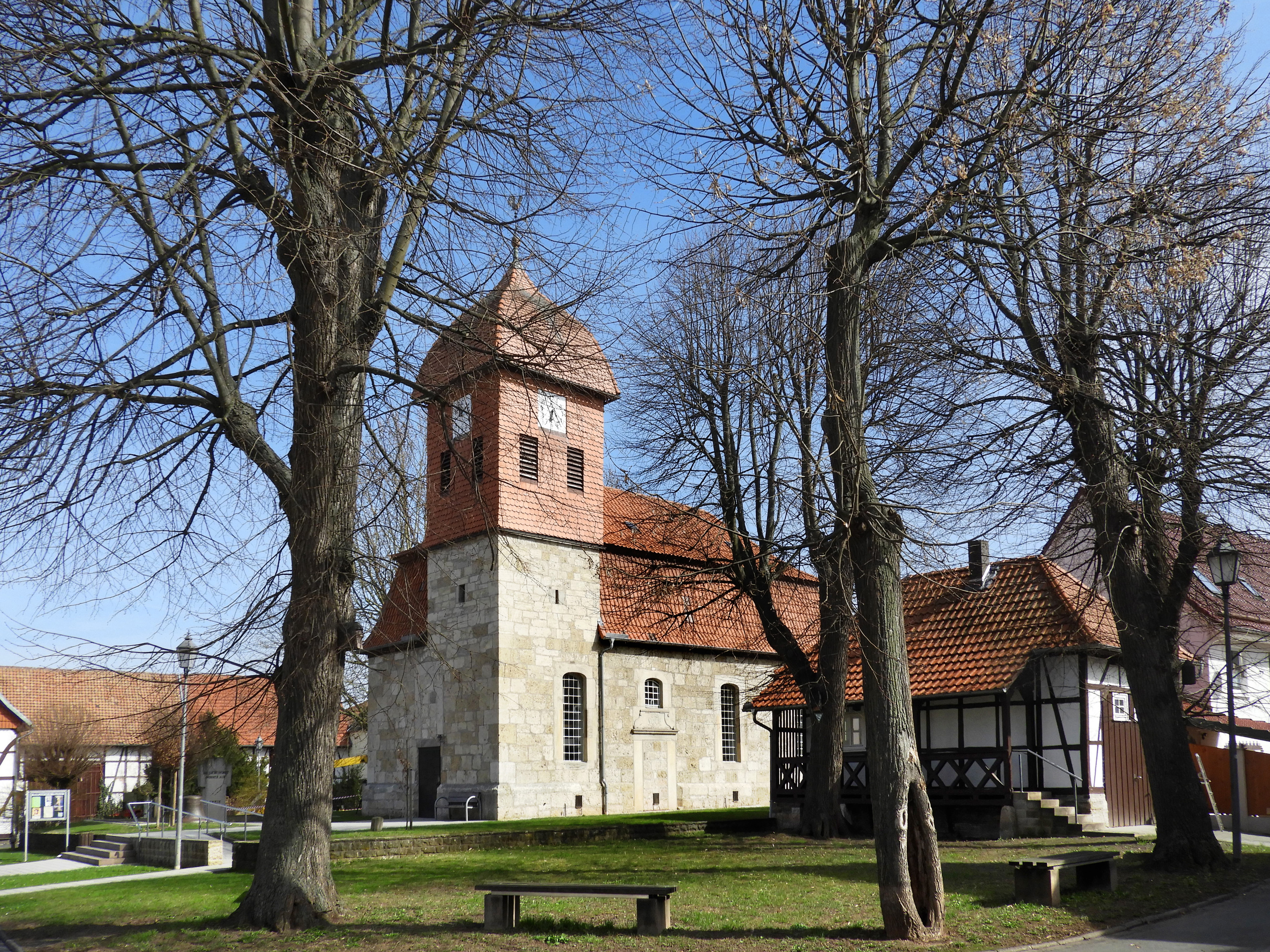
Anger mit Kirche und Musikantenhäuschen

Die auf dem Anger im Dorfkern gelegene evangelische Filialkirche der Niederhoner Kirche ist ein Bau aus dem frühen 16. Jahrhundert. Die 1501 erstmals erwähnte Kirche ist 1737, laut den Datierungen über dem zugemauerten Portal an der Südseite und dem zugemauerten Portal zur Empore an der Nordseite, durch umfangreiche Arbeiten zu einer schlichten Saalkirche in barocker Form geändert worden; der zeitnah entstandene Taufstein ist auf 1739 datiert. Das Kirchenschiff trägt ein hohes Walmdach und der Kirchturm an der Südwestecke eine geschwungene Haube. 1917 wurde die Glocke abgegeben, die 1858 von Christian See in Creuzburg gegossen worden war. Der 1981 renovierte Kirchenbau ist ein Kulturdenkmal aufgrund seiner künstlerischen, baulichen und geschichtlichen Bedeutung.
Der mit Linden umgebene, halbkreisförmige Anger weist als Besonderheit eines der letzten im Kreisgebiet erhaltenen Musikantenhäuschen auf. Die gepflegte, zur 700-Jahr-Feier 1960 umgestaltete Anlage hat wesentlich mit dazu beigetragen, dass der Ort im Wettbewerb „Unser Dorf soll schöner werden“ mit vielen Erfolgen beim Gebietsentscheid aufwarten konnte. Die Angerlinde vor dem Musikantenhäuschen wurde 1936 als Naturdenkmal ausgewiesen und auch das gesamte Ensemble ist wegen seiner geschichtlichen Bedeutung als Zeugnis des bäuerlichen Lebens denkmalgeschützt.
Kulturdenkmäler
Für die unter Denkmalschutz stehenden Kulturdenkmäler des Ortes siehe die Liste der Kulturdenkmäler in Oberhone.

## Infrastruktur
Im Dorf gibt es eine evangelische Kirche, einen städtischen Kindergarten und eine Sporthalle sowie einen Kinderspielplatz.